# ブッダゴーサ
ブッダゴーサ（巴: Buddhaghosa、仏陀瞿沙、仏音（ぶっとん）、覚音、覚鳴）とは、5世紀前半頃の上座部仏教の代表的な注釈者であり、仏教学者。
バラモンの家に生まれるが、仏教に帰依し、三蔵研究のためにセイロン島（スリランカ）に渡る。アヌラーダプラ・マハーヴィハーラ寺に所属した。
三蔵（パーリ語経典）の全般に亘るパーリ語の注釈（アッタカター）を書いた。また『清浄道論』（Visuddhimagga、ヴィスッディマッガ）という著書も残している。

## パーリ仏典を巡る論争

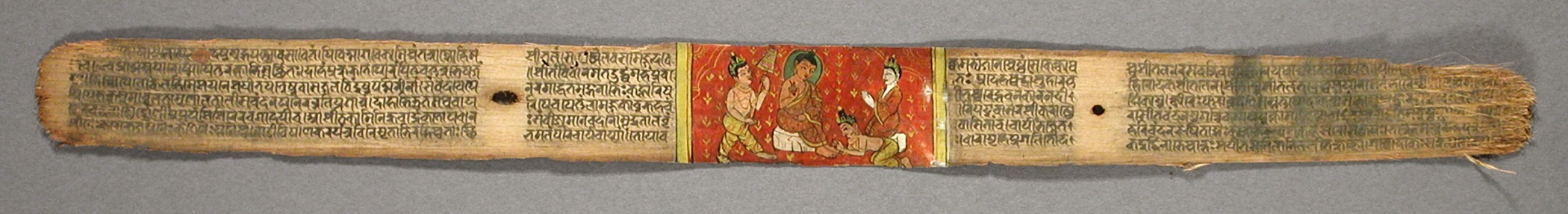
貝葉。南アジアや東南アジアは高温多湿の気候のため史料の保存が困難な地域である。

『パーリ仏典』の大乗経典に対する優位性（どちらが成立年代が先か、どちらが釈迦直説に近いか）については現在論争が続けられている。上座部の国々で普及している『パーリ仏典』は、スリランカの仏典注釈者のブッダゴーサが正典と定めた仏典から成っている。正典を定めたブッダゴーサは今後新たに別の仏典をパーリ正典に追加することを禁止した。上座部の国々ではブッダゴーサが定めた正典（『パーリ仏典』）のみを正典として用いているため、聖書やクルアーンのように（言語は異なるが）上座部各国で用いられる仏典の内容は同一のものである。
馬場紀寿は、著書『上座部仏教の思想形成―ブッダからブッダゴーサへ』で上座部仏教の教義の一部は釈迦の直説ではなく『パーリ仏典』の正典化に寄与したブッダゴーサの思惑によって改ざんされたものだとする説を唱えた。馬場によればブッダゴーサが非仏説（釈迦が説いたものではない）として大乗経典を恣意的に排除し、また採用した仏典についてもブッダゴーサが信じる教説にそぐわない箇所は改ざんが行われたという。すなわち馬場説は、現在の上座部仏教の教義はブッダゴーサの思想によって成立したものであり、釈迦の直説が改ざんされ、大乗的な要素が排されて成立したとする説である。この馬場説は大乗非仏説に対する有効な反論の根拠とされてきた。
しかし清水俊史は著書『上座部仏教における聖典論の研究』で馬場説に異を唱えた。清水説ではブッダゴーサは独自の仏教思想を打ち立てる意図はなく、仏典注釈者としての本分を務めながら正典を定めたにすぎないとし、ブッダゴーサによる独断的な改変はなかったとする。また清水説では大乗経典は後世の創作であることが明らかであるので『パーリ仏典』に採用されず排除されたとする。中村元は最古とされる仏典スッタニパータに四諦などの仏教の基本教義が見えないことを理由に、『パーリ仏典』の教義や戒律などの大部分は釈迦入滅後に段階的に成立したとする説を唱えたが、清水俊史は言語学的にスッタニパータが最古層の仏典であることは認めるが、スッタニパータのような韻文は大衆向けの通俗的なもので仏教の教義を体系的に網羅したものではなく、『パーリ仏典』に見られる教義や戒律は後年に段階的に発展したものではないとした。馬場・清水論争は清水説を封殺しようとするアカハラ・アカハラ黙殺事件も相まって世間の注目を集めた（○○○○#アカハラ疑惑）。

## 著書と訳書・日本語訳
ブッダゴーサは、パーリ経典の大部分を翻訳しシンハラ語で解説する大プロジェクトを使命としていた。著書清浄道論（Visuddhimagga）は、今日も読まれ研究されている、上座部仏教の包括的教科書である
マハーワンサにおいては、非常に多くの本をブッダゴーサに帰しているが、そのうちのいくつかは彼の仕事ではないと考えられ、後で作って彼に帰したとされている
以下の表は、ブッダゴーサによるとされているパーリ経典アッタカターのリストである。
| 三蔵                     | 三蔵                       | 三蔵                          | ブッダゴーサの注釈書                          |
| ------------------------ | -------------------------- | ----------------------------- | --------------------------------------------- |
| 律蔵 (Vinaya Pitaka)     | ヴィナヤ (Vinaya)          | ヴィナヤ (Vinaya)             | Samantapasadika                               |
| 律蔵 (Vinaya Pitaka)     | 波羅提木叉 (Patimokkha)    | 波羅提木叉 (Patimokkha)       | Kankhavitarani                                |
| 経蔵 (Sutta Pitaka)      | 長部 (Digha Nikaya)        | 長部 (Digha Nikaya)           | Sumangalavilasini                             |
| 経蔵 (Sutta Pitaka)      | 中部 (Majjhima Nikaya)     | 中部 (Majjhima Nikaya)        | Papañcasudani                                 |
| 経蔵 (Sutta Pitaka)      | 相応部 (Samyutta Nikaya)   | 相応部 (Samyutta Nikaya)      | Saratthappakasini                             |
| 経蔵 (Sutta Pitaka)      | 増支部 (Anguttara Nikaya)  | 増支部 (Anguttara Nikaya)     | Manorathapurani                               |
| 経蔵 (Sutta Pitaka)      | 小部 (Khuddaka Nikaya)     | 小誦経 (Khuddakapatha)        | Paramatthajotika (I)                          |
| 経蔵 (Sutta Pitaka)      | 小部 (Khuddaka Nikaya)     | 法句経 (Dhammapada)           | Dhammapada-atthakatha                         |
| 経蔵 (Sutta Pitaka)      | 小部 (Khuddaka Nikaya)     | スッタニパータ (Sutta Nipata) | Paramatthajotika (II), Suttanipata-atthakatha |
| 経蔵 (Sutta Pitaka)      | 小部 (Khuddaka Nikaya)     | ジャータカ (Jataka)           | Jatakatthavannana, Jataka-atthakatha          |
| 論蔵 (Abhidhamma Pitaka) | 法集論 (Dhammasangani)     | 法集論 (Dhammasangani)        | Atthasālinī                                   |
| 論蔵 (Abhidhamma Pitaka) | 分別論 (Vibhanga)          | 分別論 (Vibhanga)             | Sammohavinodani                               |
| 論蔵 (Abhidhamma Pitaka) | 界論 (Dhatukatha)          | 界論 (Dhatukatha)             | Pañcappakaranatthakatha                       |
| 論蔵 (Abhidhamma Pitaka) | 人施設論 (Puggalapaññatti) |                               | Pañcappakaranatthakatha                       |
| 論蔵 (Abhidhamma Pitaka) | 論事 (Kathavatthu)         |                               | Pañcappakaranatthakatha                       |
| 論蔵 (Abhidhamma Pitaka) | 双論 (Yamaka)              |                               | Pañcappakaranatthakatha                       |
| 論蔵 (Abhidhamma Pitaka) | 発趣論 (Patthana)          |                               | Pañcappakaranatthakatha                       |

日本語訳は以下
- 『仏のことば註　パラマッタ・ジョーティカー』全4巻、村上真完・及川真介訳註、春秋社、2009年
- 『仏の真理のことば註　ダンマパダ・アッタカター』全4巻、及川真介訳註、春秋社、2015-2018年
- 『真理のことばの物語集　ダンマパダ・アッタヴァンナナー』全4巻、松村淳子訳、国書刊行会、2021年